# Nelahozeves (zámek)

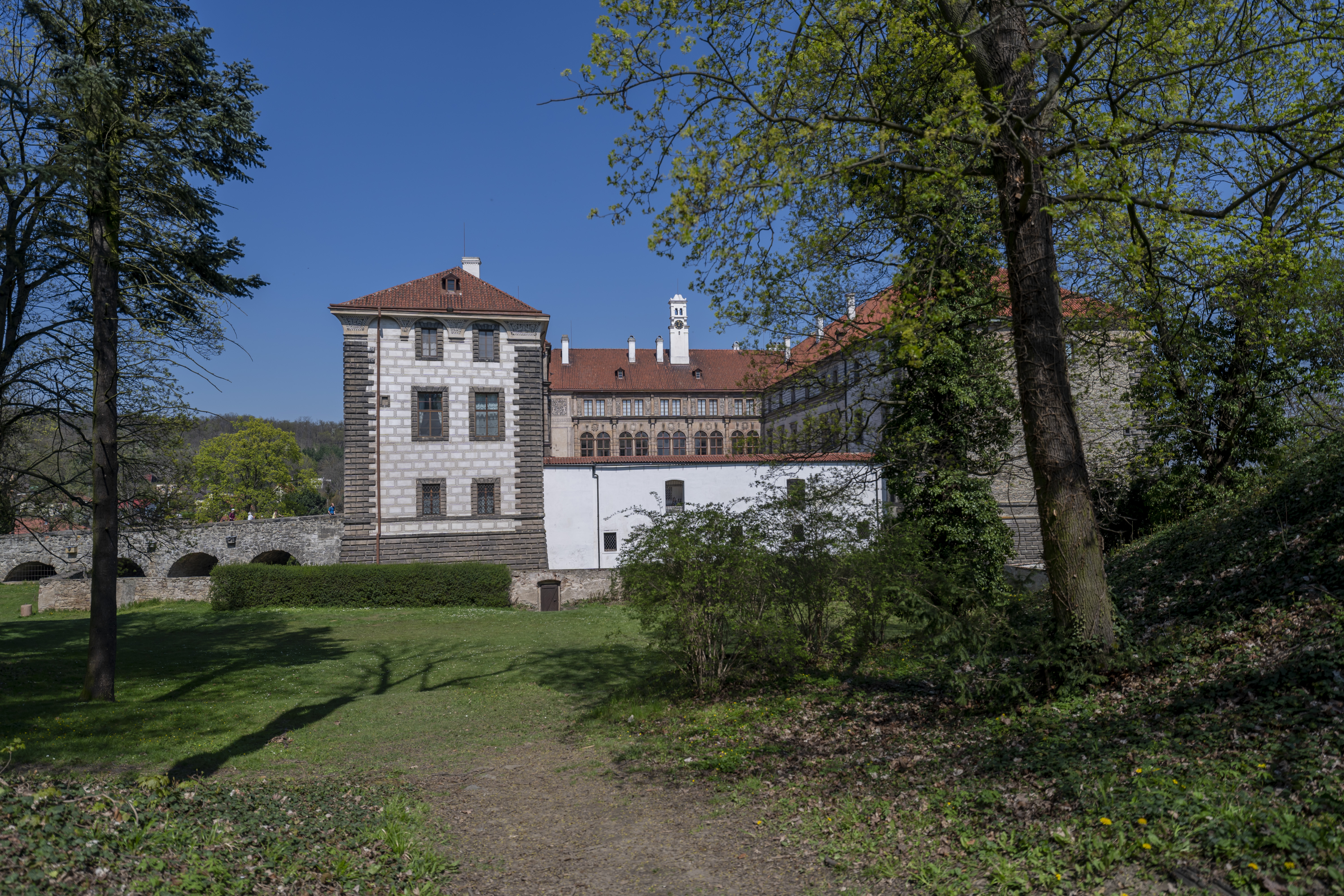
Romantický zámek Nelahozeves, pohled z přilehlého parku

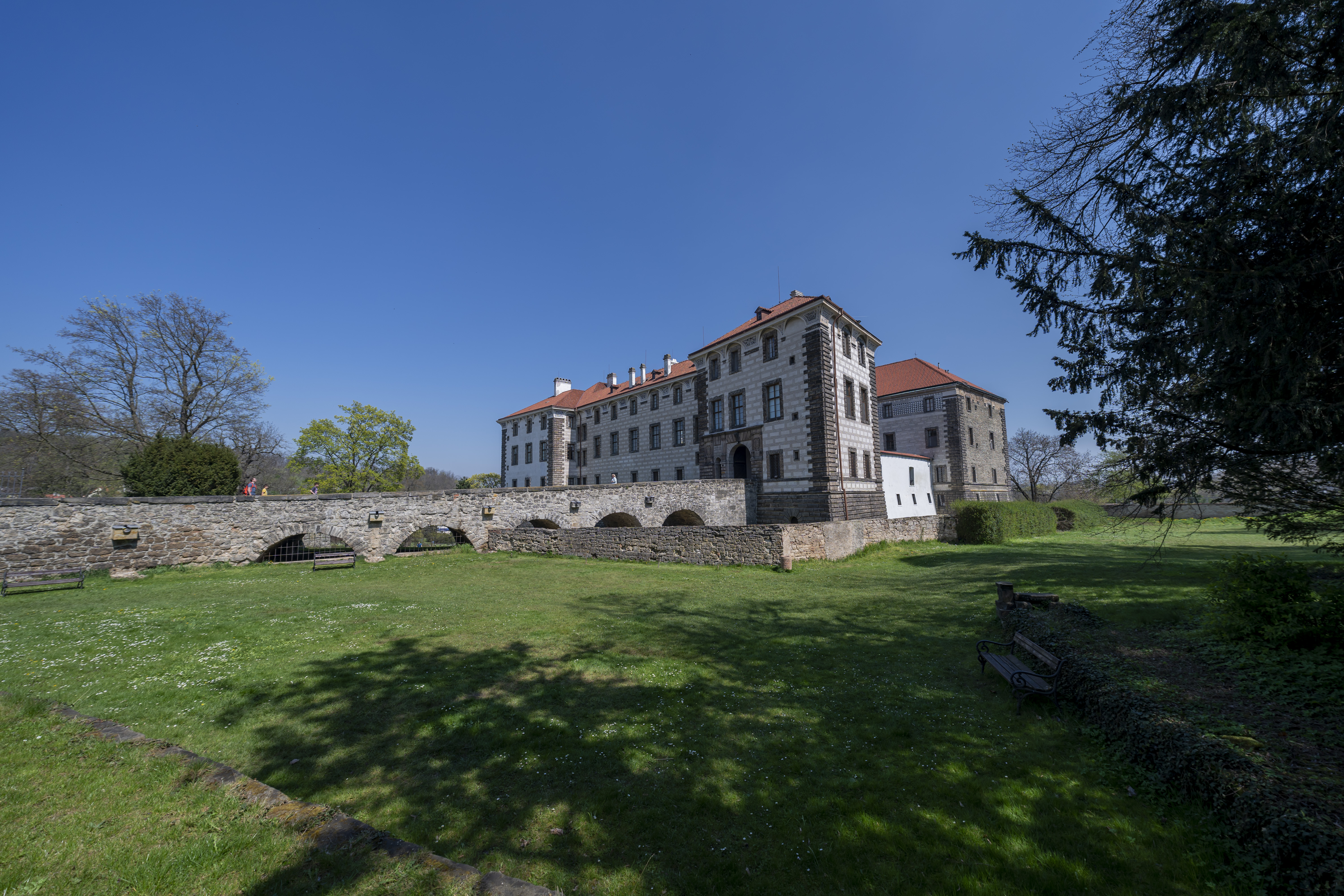
Romantický zámek Nelahozeves

Zámek Nelahozeves (německy Schloss Mühlhausen) je stavba ze 16. století patřící mezi nejvýznamnější pozdně renesanční objekty v Čechách. Zámek se nachází ve stejnojmenné obci v okrese Mělník, cca 25 km severně od Prahy na vyvýšené skále nad Vltavou. Je chráněn jako kulturní památka.
Na zámku se nachází rodová Lobkowiczká sbírka umění. Současným majitelem zámku je William Lobkowicz. Zámek je běžně turisticky přístupný pro veřejnost.

## Dějiny

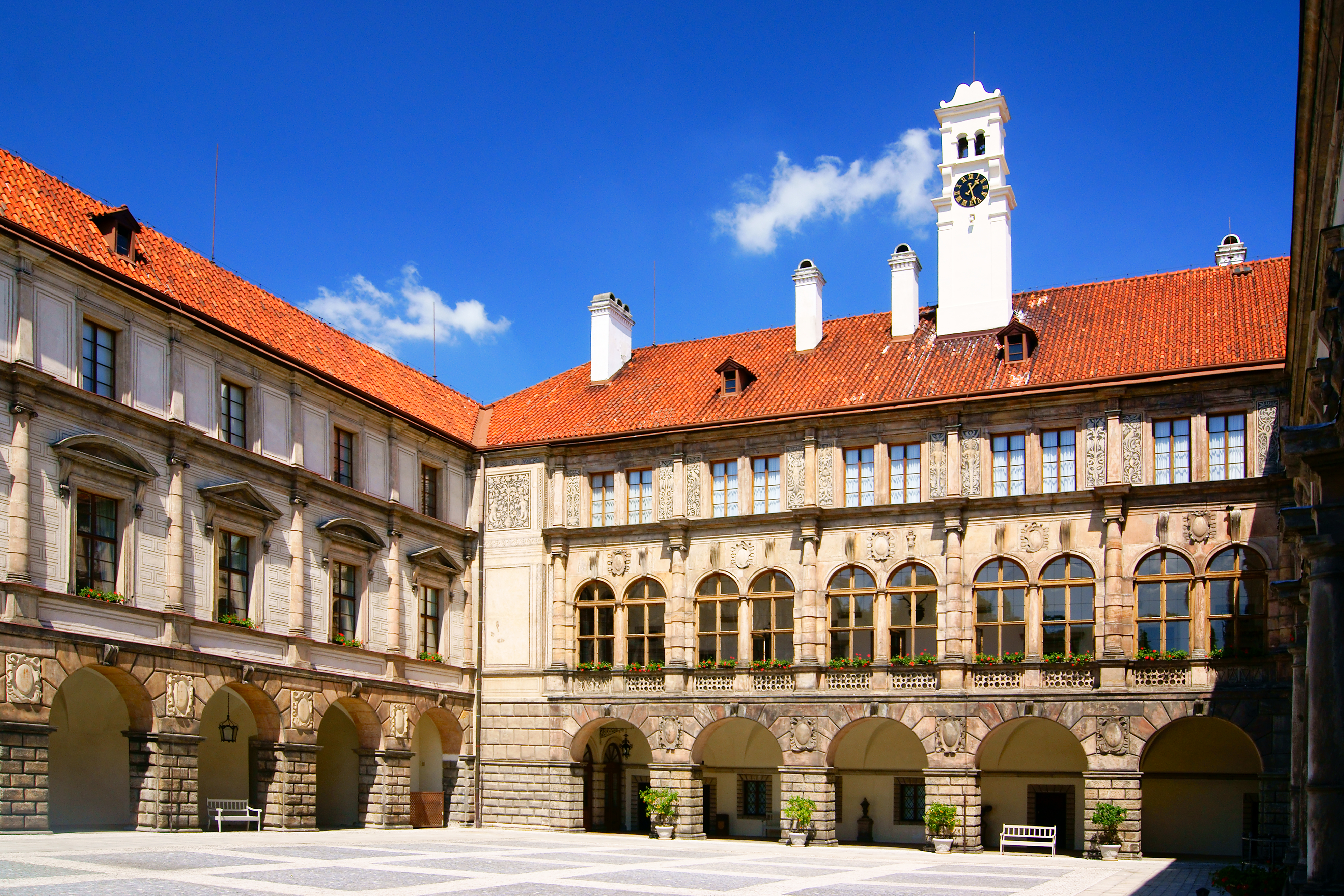
Nádvoří zámku

Stavbu zámku započal Florián Gryspek z Gryspachu roku 1553, tehdejší poradce českého krále Ferdinanda I., který v roce 1544 získal Nelahozeves a k ní náležící panství. Pro vybudování zámku v této lokalitě byla zřejmě rozhodující poloha blízko jeho pražského paláce a působiště. 
Florián Gryspek zámek Nelahozeves určil za reprezentační honosné sídlo moderního šlechtice s orientací na italskou renesanční architekturu a humanismus, zvolil jej také za svou soukromou rezidenci. Sebevědomí habsburského královského dvořana odrážel typ monumentální tříkřídlé budovy, její velikost a vzory. Spolu s gryspekovským zámkem v Kaceřově na Plzeňsku je prvním ohlasem vlivu Andrey Palladia v Čechách. Na význam obou zámků upozornila již roku 1941 historička umění Olga Frejková, která také provedla srovnávací analýzu užití jeho architektonických článků.
Florián Gryspek zde také shromažďoval své sbírky. Nacházela se zde rozsáhlá knihovna, klenotnice a galerie. V jeho době se Nelahozeves stala známým a hojně navštěvovaným kulturním centrem. V zámecké obrazárně se nacházely díla převážně vlámských mistrů. Bylo známo, že Florián Gryspek vlastnil i originální portrét Jana Žižky. Sbírání obrazů a cenností byla jeho záliba. Sbíral také písemnosti, především texty zabývající se moderní humanistickou filozofií, které shromažďoval ve své knihovně. V Nelahozevsi také napsal svá vlastní díla „Selský řád“ a „Instrukce pro úředníky“. Knihovna v Nelahozevsi přitahovala pozornost učenců a sloužila jako místo intelektuálních setkávání. Mezi učenci, kteří se zde scházeli patřil humanistický básník Matyáš Kolín (Collinus), kterého Gryspek po ztrátě majetku sponzoroval. Poté, co Collinus musel odejít z Karlovy univerzity, začal soukromě přednášet v Nelahozevsi. K okruhu českých literátů na zámku patřili významní básníci a spisovatelé z českých zemí jako Johann Serifaber a Martin Hanno, David Crinitus z Hlaváčova, Salomon Fraceltius a Tomáš Mitis. Učenci se v Nelahozevsi setkávali v sále označovaném jako ráj, což není běžné označení pro reprezentativní sál. Podle křesťanských představ lze ráj vysvětlit jako „místo vyvolených“. Sál se tak jmenoval do 19. století, ve 20. století byl z neznalosti nazýván „rytířským sálem“. Florián Gryspek se v Nelahozevsi zdržoval hlavně na konci svého života. Právě zde také zemřel 29. března 1588. Nelahozeves pak zdědil nejmladší z jeho synů, Blažej. Ten po otcově smrti i nadále hostil učence a organizoval setkávání humanistických a literárních kruhů. Roku 1595 si vzal za manželku Ofku z Bubna, dceru Václava z Bubna, svého nelahozeveckého souseda. Dokončil východní křídlo s arkádovým dvorem, kde se nacházejí dva erbovní štíty manželů. Dokončení stavebních prací dokazují letopočty nad portálem z let 1613 a 1614. Blažej neměl žádné mužské potomky, proto ve své závěti odkázal Nelahozeves svým synovcům na panství Rožmitál. Na svou dceru Veroniku přepsal dědický podíl a i přes podlomené zdraví se dočkal i její plnoletosti a svatby s Davidem Boryně z Lhoty. V roce 1618 se Blažej i jeho zeť podíleli na stavovském povstání. Blažej zemřel měsíc po Bitvě na Bílé hoře v prosinci roku 1620. Přestože byla jeho závěť prohlášena za neplatnou kvůli zapojení jeho dědiců do stavovského povstání, Nelahozeves zůstala v majetku jeho ženy Ofky. Ta ovšem hospodařila jen krátkou dobu. Na zámku vázly vysoké dluhy, takže se rozhodla odstěhovat se a předat zadlužený majetek své dceři Veronice. Ani Veronika však nebyla schopná zaplatit dluhy svého otce, a tak na rozkaz císaře musela panství Nelahozeves s veškerým příslušenstvím, vesnicemi i vinicemi prodat za nepatrnou cenu 40 031 kop, 18 grošů, 4 denáry Polyxeně z Lobkovic. K zápisu do zemských desek došlo 23. června 1623. Od té doby zámek, s výjimkou let 1950–1993, náleží roudnické linii rodu Lobkoviců. Čerstvě nabytý zámek byl za třicetileté války několikrát poničen rabujícími vojáky. Ještě v roce 1648 švédská armáda ukořistila bohatou kořist, která byla odvezena na lodích po Labi do Švédska. Zmizela i hodnotná knihovna Floriána Gryspeka. Po skončení války započal syn Polyxeny, kníže Václav Eusebius Popel z Lobkowicz, s obnovou zámku. Zámek však nikdy nebyl rodinou Lobkoviců obýván a Václav do zámku nastěhoval své úředníky. Až roku 1874 našel zámek využití jako penzion pro šlechtické dcery. Později byly prostory využívány jako vojenský lazaret. Rodina zahájila nutnou renovaci až roku 1908. V roce 1914 však zámek poškodil požár, přiněmž zanikly skoro všechny kazetové stropy ve druhém podlaží. Zámek pak nebyl obýván. Nezájem knížecí rodiny a nedostatečná údržba však přinesly i něco pozitivního. Jenom díky tomu se mohl renesanční zámek dochovat prakticky v původní nepřestavěné podobě jak vystavěl Florián Gryspek. V roce 1950 byl zámek znárodněn. V roce 1993 zpět navrácen knížecí rodině Lobkowiczů. Zástupcem rodu v roce 2013, který žije v Čechách, byl William Lobkowicz. Rodině patří také hrad Střekov, zámek v Roudnici nad Labem a Lobkovický palác, jediný soukromý palác v areálu Pražského hradu.

## Expozice

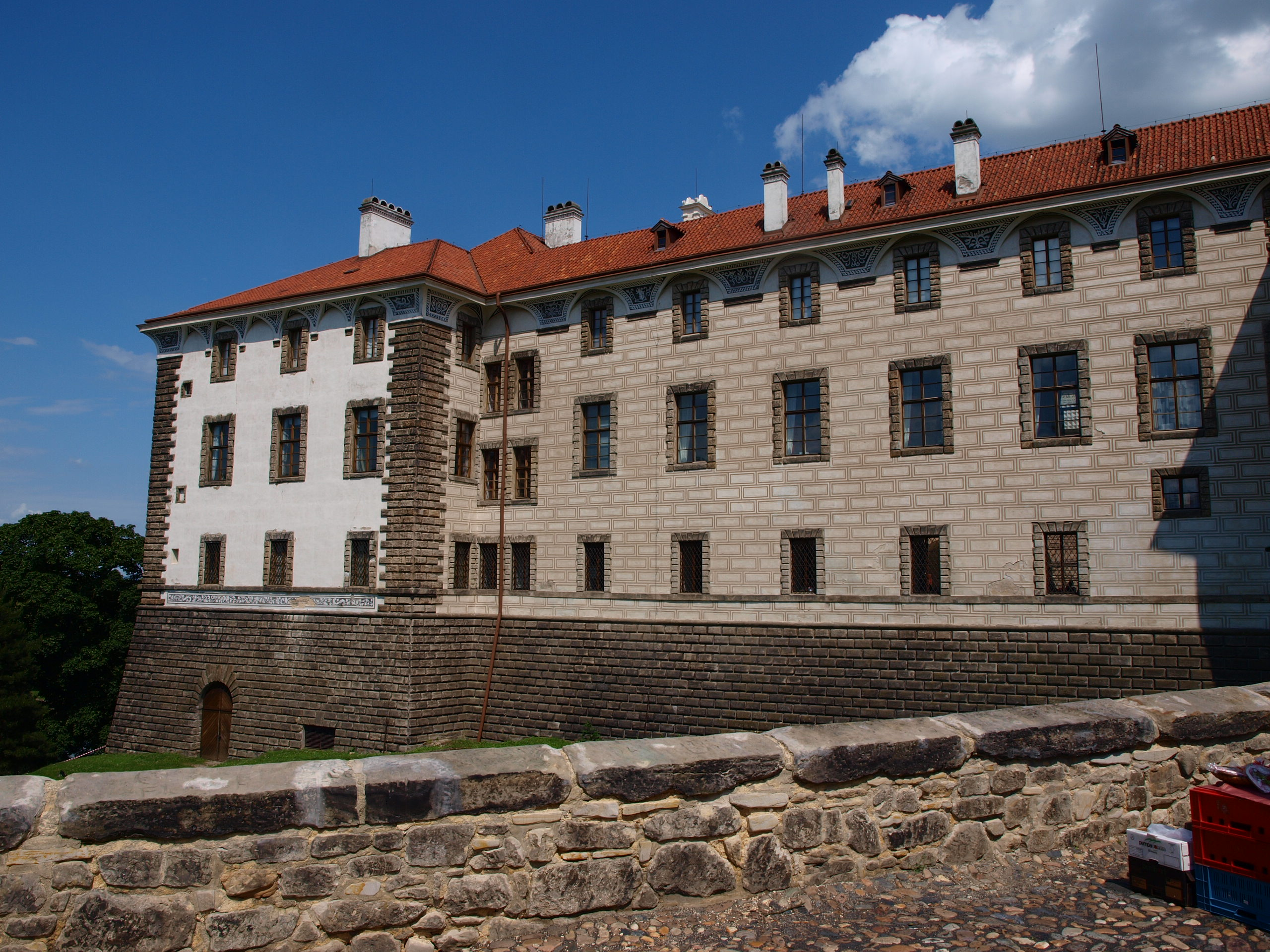
Pohled na zámek z kamenného mostu

Stálá zámecká expozice Pohled do šlechtického interiéru rodiny Lobkoviců je souborem dvanácti dobových pokojů, které detailně ilustrují život vlivného šlechtického rodu v Čechách v 19. století. Interiéry inspirované dobou 10. knížete z Lobkovic, Ferdinanda Zdeňka (1858–1938), představují pánskou a dámskou ložnici, jídelnu, hudební pokoj, rodinnou kapli a knihovnu, v níž jsou příležitostně vystavovány ukázky vzácných knih a rukopisů z Roudnické lobkovické knihovny. Tato knihovna čítá 65 000 svazků a dnes je spolu s hudebním archivem umístěna v prostorách zámku.
V přijímacím salónu je vystaven vzácný nábytek zdobený technikou pietra dura společně s obrazy starých mistrů – Jana Brueghela staršího, Petera Paula Rubense, Paola Veroneseho a Panniniho. Dvě místnosti, dekorované nábytkem z paroží, trofejemi a dalšími předměty, jsou věnovány zbraním a lovu, který byl neodmyslitelnou součástí společenského života šlechty. Poutavé nahlédnutí do každodenního života české šlechty a zámeckého prostředí završuje portrétní galerie členů rodu od 19. století po současnost.